# میدلتاون شمالی (کنتاکی)
میدلتاون شمالی (به انگلیسی: North Middletown) شهری در ایالت کنتاکی کشور ایالات متحده آمریکا است که جمعیت آن در سرشماری سال ۲۰۱۰ میلادی، ۶۴۳ نفر بوده‌است.